# Răzbunătorul (film din 2011)
Răzbunătorul (engleză Priest) este un film științifico-fantastic post-apocaliptic, horror,  de acțiune, thriller din 2011 în care apar Paul Bettany, Karl Urban și Cam Gigandet. Filmul, regizat de Scott Stewart, este bazat pe benzile desenate coreene cu același nume. Într-o lume alternativă, umanitatea și vampirii se războiesc de secole. După ultimul război cu vampirii, veteranul Warrior Priest (Paul Bettany), locuiește în obscuritate alături de alți oameni în interiorul unuia dintre orașele cu ziduri ale Bisericii. Atunci când nepoata preotului (Lily Collins) este răpită de vampiri, preotul pornește în vânătoarea acestora. El este însoțit de prietenul nepoatei sale (Cam Gigandet), care este un șerif cu sufletul pustiu, și o fostă Warrior Priestess (Maggie Q). 
În 2005, Screen Gems a cumpărat scenariul acestui film de la Cory Goodman. În 2006, Andrew Douglas a fost desemnat ca regizor și Gerard Butler ca vedetă a filmului. Ei au fost în cele din urmă înlocuiți cu Stewart și Bettany în 2009. Filmarea a început în Los Angeles, California, la sfârșitul anului 2009. Premiera a fost anunțată de mai multe ori de-a lungul anilor 2010 și 2011. În cele din urmă premiera a avut loc în 2011 pentru a converti filmul de la 2D la 3D. A fost lansat în Statele Unite și Canada pe 13 mai 2011.

## Personaje
- Paul Bettany este Priest
- Karl Urban este Black Hat
- Cam Gigandet este Hicks
- Maggie Q este Priestess
- Lily Collins este Lucy Pace
- Stephen Moyer este Owen Pace
- Christopher Plummer este Monsignor Orelas
- Brad Dourif este Salesman
- Alan Dale este Monsignor Chamberlain
- Madchen Amick este Shannon Pace
- Dave Florek este Porter

|               |               |             |
| Paul Bettany. | Cam Gigandet. | Karl Urban. |